# وی‌اچ‌یس
وی‌اچ‌یس (به انگلیسی: VHYes) فیلمی محصول سال ۲۰۱۹ و به کارگردانی جک هنری رابینز است. در این فیلم بازیگرانی همچون میسون مک‌نولتی، راهم براسلو، توماس لنون، کری کنی-سیلور، مارک پورکش، چارلین وای، جیک هد، کریستین دروپ، مادلین زیما، تیم رابینز، سوزان ساراندون و ئیاری لیمون ایفای نقش کرده‌اند.